# Omar Jawo
Omar Jawo (Banjul, 8 novembre 1981) è un ex calciatore svedese di origine gambiana, di ruolo difensore.

## Biografia
È fratello maggiore di Amadou Jawo, attaccante con numerose stagioni all'attivo in Allsvenskan. Anche gli altri due fratelli minori hanno giocato a calcio, seppur nelle serie dilettantistiche: si tratta di Momodou di ruolo portiere e di Ebrima "Mabou", attaccante impegnato anche nel mondo della musica.

## Carriera
Omar è arrivato in Svezia da bambino insieme alla famiglia.
Il debutto nel calcio senior avviene nel 2002, quando mette a segno le sue prime due presenze nel campionato di seconda serie con il Assyriska. In precedenza aveva fatto parte del settore giovanile.
Nel campionato seguente ha giocato una manciata di partite nel Frej, impegnato in quarta serie, ma poi è salito di un gradino per militare nel Vallentuna BK insieme al fratello Amadou.
Nel febbraio 2005 si è unito al Väsby United per iniziare quella che risulterà essere una parentesi di quattro anni, tutti trascorsi nel campionato di Superettan ad eccezione della stagione 2007, quando la squadra era scesa per un anno in Division 1.
Dopo essersi conquistato uno spazio fisso nella difesa del Väsby United, Omar Jawo dal gennaio 2009 si è nuovamente ricongiunto al fratello con il contratto biennale proposto dal Gefle, ma in estate Amadou è stato ceduto all'Elfsborg a fronte di un'offerta molto vantaggiosa per le casse del club. Nei due anni trascorsi al Gefle come da contratto, Omar Jawo ha potuto collezionare le prime 49 presenze in Allsvenskan della sua carriera.
Dal 2011 al 2012 Omar Jawo ha giocato per altre due stagioni in Allsvenskan, questa volta indossando i colori giallorossi del Syrianska, un club che fino a quel momento non aveva mai partecipato alla massima serie. La formazione siriaca ha chiuso i due tornei con altrettante salvezze, ma il minutaggio ridotto avuto nel corso della stagione 2012 ha indotto Jawo a lasciare la squadra.
Nel 2013 il difensore gambiano è sceso in terza serie per ripartire dal progetto dell'AFC United, squadra fondata pochi anni prima. Al termine del campionato 2014 l'AFC United è stato promosso in Superettan sotto la guida di Özcan Melkemichel, tecnico che Jawo aveva già avuto al Syrianska. Il giocatore è rimasto un altro anno, fino al termine della stagione 2015, indossando anche la fascia di capitano.
Nel 2016 si è accordato con il Brommapojkarna per un anno. I rossoneri erano reduci da due retrocessioni in due anni, ma hanno centrato il ritorno in Superettan al primo tentativo. A fine anno la società ha reso noto che alcuni giocatori in scadenza di contratto (tra cui Jawo) avrebbero lasciato la squadra.
Nel 2017 è sceso di un ulteriore livello, passando in Division 2 all'IFK Aspudden-Tellus. Ha giocato in Division 2 anche nel 2018, ma con il Södertälje FK.